# 에릭 호스머
에릭 존 호스머(Eric John Hosmer, 1989년 10월 24일 ~ )는 미국의 프로 야구 선수이다.  그는 2011년부터 2017년까지 캔자스시티 로열스에서 활약하였다.
플로리다주에 있는 아메리칸 헤러티지 고등학교에서 나온 유망주인 호스머는 스카웃들에 의하여 "원시력과 함께 한 왼손잡이 타자"로서 묘사되었다.  로열스는 2008년 메이저 리그 베이스볼 드래프트에서 전체 3위와 함께 그를 선발하였고, 그는 6백만 달러의 사이닝 보너스를 받았다.  그는 2011년 시즌 동안 메이저 리그에 데뷔하기 전에 마이너 리그 베이스볼에 진출하였다.  그는 128개의 경기에서 19개의 홈런과 함께 .293 점을 친 후에 2011년 후 "올해의 신인 선수" 비밀 투표에서 3위를 하였다.  호스머는 2013년부터 2015년을 통하여 연속적 골드 글러브 상을 수상하였고, 그가 또한 실버 슬러거 상을 수상했던 2017년 다시 4번째 상을 수상하였다.  그는 2016년 메이저 리그 베이스볼 올스타 게임의 MVP이자 2015년 월드 시리즈 우승 팀의 일원이었다.  2017년 시즌 후에 호스머는 자유 계약 선수가 되었고, 파드리스와 함께 8년 계약을 맺었다.

## 어린 시절
호스머의 부친 마이크는 퇴직한 소방관이자 모친 일레아나는 간호원이다.  그의 모친은 쿠바에서 태어나 피델 카스트로의 정권을 탈출하는 데 자신의 가족과 함께 7세의 나이에 미국으로 와 펜실베이니아주 피츠버그에서 자라왔다.  그의 부모는 모친이 일했던 플로리다주 코럴게이블스에 있는 코럴게이블스 병원에서 부친이 업무를 받았을 때 1979년에 만났다.  그들은 4년 후에 결혼하였다.  그들의 첫 아들 마이크 2세가 1985년에 태어났고, 4년 후에 에릭이 마이애미에서 태어났다.
쿠퍼 시티에서 자라온 호스머는 야구 선수로서 자신이 성공하는 도움을 준 것으로 자신의 가족을 신임하였다.  이른 나이에 야구를 시작한 그는 스윙 연습을 하는 데 티볼 타자 토니 그윈을 이용하였다.  그의 부친은 자신이 보통 코치를 맡던 아들의 야구 경기에 전념하는 데 리버티시티에 있는 소방서에서 48 시간 교대 근무를 자원하였다.  호스머 가족은 야구 토너먼트들에서 활약하는 데 미국 야구 명예의 전당의 본거지 뉴욕주 쿠퍼스타운 만큼 멀리 전국을 돌아다녔다.  고향에서 호스머는 자신의 실력들을 향상시키는 목적으로 팀 선수들의 타구 기술들을 공부하는 데 플로리다 말린스의 경기들을 보았다.  그의 모친이 그의 숙제와 함께 도움을 주면서 호스머의 야구 능력을 평가하는 데 모든 야구 경기를 기록하고 그의 실력들을 더욱 연마시킨 동안 그의 부친은 직장에서 긴 교대를 끝낸 후 타구 연습과 함께 그에게 도움을 주었다.  호스머가 고등학교에 도달한 당시 그는 "하루에 7 시간 가까이" 운동을 하고, 자신의 키운 근육을 형성하는 것에 도움을 준 단백질을 섭취하였다.  호스머의 가족은 아들의 실력들과 도움을 주는 데 높이 평가된 타구 강사 블라디미르 마레로를 기용하였다.  그의 형 마이크도 또한 야구를 하여 플로리다 주립 대학교로 장학금을 받았다.  하지만 그는 프로 야구 선수가 되는 데 전혀 흥미를 가지지 않았고, 마이애미에서 주식 중개인으로 있다.
호스머는 뉴욕 양키스의 팬으로 자라왔다.

## 고등학교 경력
호스머가 10대였던 당시 그는 몇몇의 주립 선수권을 우승한 리틀 리그 베이스볼의 몇몇의 팀들의 일원이었다.  그는 플로리다주 플랜테이션에 있는 아메리카 헤러티지 고등학교를 다녔다.  그의 부모는 비싼 수업료에 불구하고, 미국에서 최고 중에 하나로 숙고되었던 그 풍부한 야구 프로그램 때문에 그 학교를 선발하였다.  호스머의 2학년 해 당시 그는 크기에서 8 인치나 자라 강력한 준비 전망 선수가 되었다.  자신의 시니어 해에 호스머는 팀이 한해의 가장 많은 것으로 USA 투데이의 수퍼 25개 순위들에서 톱 1위에 있으며 주립 선수권을 우승하면서 11개의 홈런과 함께 .470 점을 쳤다.  그는 자신의 모든 동작을 평가한 20명 혹은 이상의 메이저 리그 베이스볼과 대학 스카웃들을 끌어들였다.  그의 몇몊의 아마추어 홈런들은 스포츠 중개인 스콧 보러스의 주의를 잡은 유튜브에서 인기를 가졌다.  그는 마이애미 헤럴드에 의하여 두번이나 올해의 플로리다주 야구 선수로 선정되고, 롤링스 고등학교 골든 글러브 팀의 일원과 미국 아마추어 야구 회의 코니 맥 MVP 상을 포함하여 고등학교 재학 동안 많은 업적들을 받았다.  호스머는 애리조나 주립 대학교로 야구 장학금이 제공되었다.  호스머는 만약 메이저 리그 베이스볼 팀과 협상들이 통과하지 않았다면 애리조나 주립 대학교에서 수학하는 데 계획을 세웠다.
그는 Rivals.com에 의하여 2위와 RISE 매거진과 스포츠 일러스트레이티드 둘다에 의하여 3위를 포함하여 2008년 졸업 당시 몇몇의 스카우팅 중개인들에 의하여 국가에서 톱 5의 준비 야구 선수들 중의 하나로 임명되었다.  스카웃들에 의하여 "고등학교 야구 정상 권력 타자들 중의 하나"이자 여론의 톱 10 선발로서 호스머는 2008년 메이저 리그 베이스볼 드래프트의 첫 라운드 (전체 3위)에서 캔자스시티 로열스에 의하여 선택되었다.  호스머는 로열스의 총지배인 데이턴 무어와 자신의 중계인으로서 운영하던 보러스가 거래를 협상했던 동안 여름의 대부분을 위하여 서명하지 않은 것으로 남아있었다.  협상들이 있던 동안 호스머는 신시내티에 기지를 둔 자신의 팀을 미국 아마추어 야구 회의 코니 맥 월드 시리즈에서 2위로 이끈 도움을 주었다.  둘은 2008년 5월 15일 선발된 선수들을 위한 서명 마감일이 있기 10분 전에 계약으로 동의하였다.  그는 6백만 달러의 사이닝 보너스를 받았으며 로열스 역사상 선발 선수에게 주어진 가장 큰 금액이었다.

## 프로 경력

### 마이너 리그
그의 계약을 맺은 곧 후에 로열스는 호스머를 루키 레벨 파이오니어 리그의 아이다호폴스 처커스와 함께 지정하였다.  처커스에게 보고가 있기 전에 로열스의 총지배인 무어는 기자들에게 호스머가 메이저 리그로 도달하는 데 "서둘지 않을" 것이라고 말하여 그의 "자연스러운 속도"에서 마이너 리그 계층을 통하여 진출해야 한다고 진술하였다.  그는 또다른 보러스의 고객 피츠버그 파이리츠의 전체 2위 선발 선수 페드로 알바레스가 팀과 함께 활약으로부터 호스머를 연기하면서 계약 분쟁이 있끼 전에 처커스와 함께 소수의 경기를 활약하였다.  보러스는 8월 15일 마감일이 지나간 후, 알바레스가 그의 계약을 맺은 것을 단언하였고, 그는 파이리츠에게 보고하려고 하지 않았다.  메이저 리그 베이스볼 선수 협회는 호스머의 계약이 또한 마감일을 통하여 맺어지고, 메이저 리그가 협회의 허락없이 8월 15일 마감일을 연장시켰닺는 것을 진술한 불만을 제기하였다.  양쪽은 한달 후에 단언을 가라앉혀 호스머와 알바레스가 그들의 각각 팀들로 입단하도록 허용하였다.  호스머는 자신의 원래 계약과 전혀 분쟁하지 않았다.  처커스로 돌아가는 대신 호스머는 훈련하러 애리조나 폴 리그로 보내졌다.
마이너 리그에서 호스머의 첫 완전한 시즌에서 그는 클래스 A 미드웨스트 리그에서 벌링턴 비스로 지정되었다.  벌링턴에서 호스머는 판에서 분투하였다.  6월 1일까지 그는 스트라이크아웃에서 팀을 이끌었던 동안 31개의 경기에서 단 하나의 홈런을 쳤다.  그는 왼쪽 새끼손가락 부상과 함께 어떤 시간을 놓쳤다.  시즌의 말기에 호스머는 6개의 홈런과 함께 .241 점을 쳤다.  그는 후에 2009년 시즌을 "힘들었던 한해"로 언급하였다.  2010년 호스머는 Scout.com에 의하여 최고의 1루 전망 선수로 임명되었다.  그는 로열스의 클래스 A 진출 제휴팀 캐롤라이나 리그의 윌밍턴 블루락스와 함께 시즌을 시작하였다.  그는 곧 난시와 진단되어 문제를 고치는 데 레이저 수술을 받았다.  호스머는 1주 후에 블루락스로 복귀하였고, 그의 타구는 의미적으로 향상되었다.  5월 23일까지 그는 .571의 장타율과 함께 .388 점을 티고 있었다.  그는 2010년 올스타 퓨처스 게임에서 활약하였다.  자신의 노력으로 호스머는 7월 17일 클래스 AA 텍사스 리그의 노스웨스트 아칸소 내추럴스로 승진되어 자신의 첫 타석에서 하나의 홈런을 쳤다.  플레이오프 동안 호스머는 개인적이자 단 하나의 텍사스 리그 플레이오프 시리즈에서 2번째로 최고 총수인 6개의 홈런을 쳤다.  팀은 텍사스 리그 챔피언십을 우승하러 갔다.
로열스의 팜팀은 호스머와 또다른 최고의 전망 선수인 3루수 마이크 무스타커스에 의하여 이끌어진 2011년 시즌으로 들어간 야구에서 1위에 들어왔다.  대부분의 야구 비평가들은 지난 20년 동안 평범으로 알려진 팀 로열스가 몇년 안에 경쟁자가 될 것이며 출판을 위한 기록으로 베이스볼 아메리카의 톱 100에서 9명의 전망 선수들을 가졌다는 것을 동의하였다.  그는 또한 베이스볼 아메리카에 의하여 8번째로 최고의 전체 전망 선수들이자 전체로서 최고의 로열스 전망 선수로서 평가를 받았다.  총지배인 데이턴 무어가 팀의 미래에 전념하려고 4명의 최고 전망 선수들을 위하여 팀의 최고 선수인 사이 영 상 수상자 잭 그레인키를 밀워키 브루어스로 이적시켰던 로열스에 너무 과대한 광고가 놓였다.  호스머는 로열스의 클래스 AAA 제휴팀 퍼시픽 코스트 리그의 오마하 스톰체이서스와 함께 시즌을 시작하였다.  2011년 5월 5일 로열스가 호스머의 계약을 매입했을 때 그는 .439의 타구 평균과 함께 마이너 리그를, 그리고 43개의 안타와 .525의 출루율과 함께 퍼시픽 코스트 리그를 이끌고 있었다.

### 캔자스시티 로열스

#### 2011년

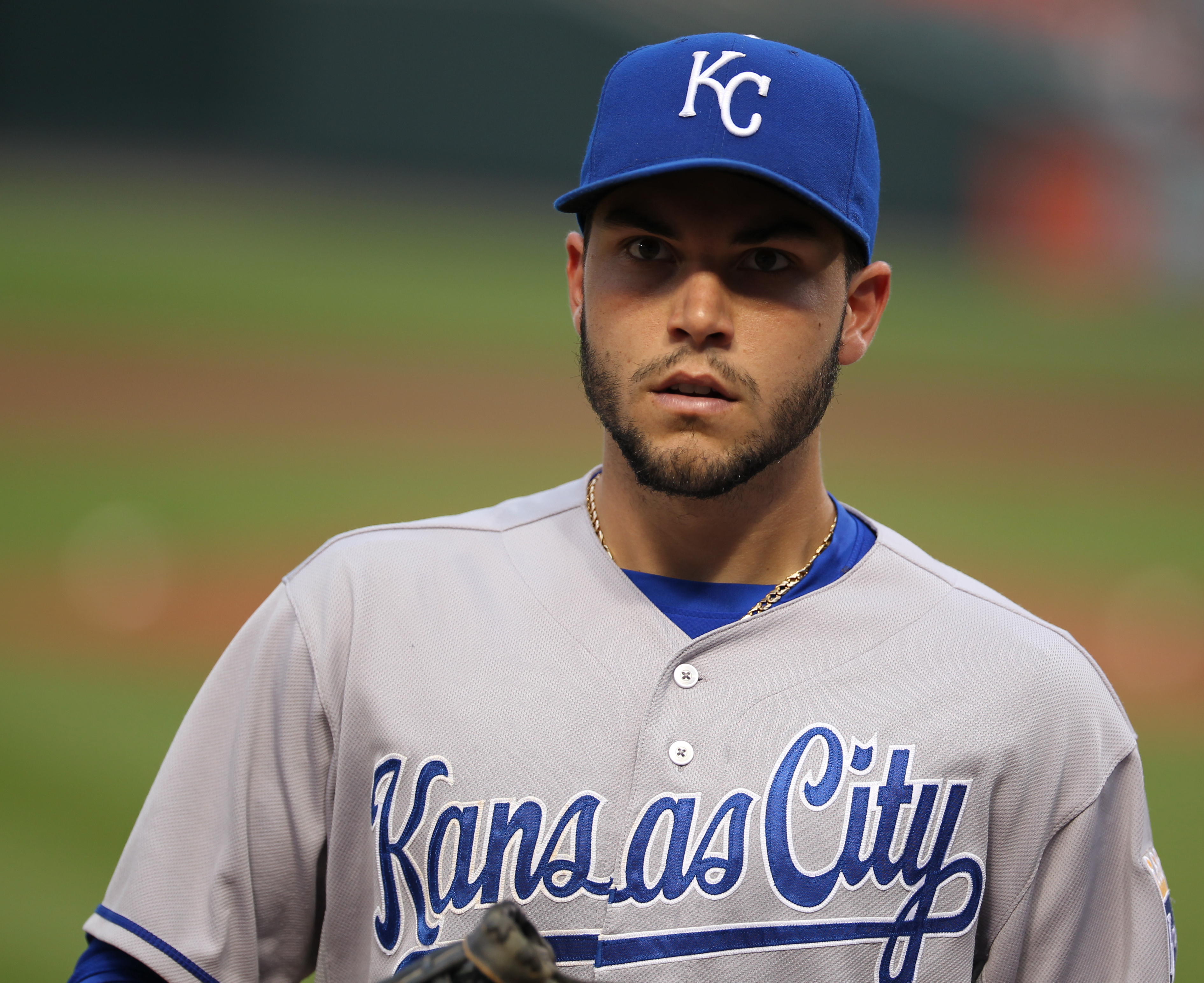
캔자스시티 로열스 입단 시절의 호스머 (2011년)

2011년 5월 5일 로열스는 호스머를 다시 불렀다.  베테랑 포수 제이슨 켄달은 40명 로스터에 호스머를 위하여 공간을 만드는 데 60일간 장애자 명단으로 옮겨졌다.  그는 이어진 날 오클랜드 애슬레틱스의 출발 선수 기오 곤살레스를 상대로 1루수에서 자신의 메이저 리그 베이스볼 데뷔를 하여 킬라 카아이후에를 대체하였다.  자신의 데뷔에 앞서 호스머는 보 잭슨 이래 로열스를 위한 데뷔로 "최고 전망"이자 "가장 과장된" 신인 선수로서 저널리스트들에 의하여 칭찬을 받았다.  로열스는 추가의 해를 위하여 로열스가 연봉 조정을 피할 수 있던 6월 중순 마감 전에 호스머를 승진시켰다.  호스머는 2개의 타석에서 무안타로 가 2번이나 스트라이크아웃 되었다.  그는 또한 로열스가 시즌의 두번째로 가장 큰 관중을 가지면서 3 대 2의 패배에서 2개의 볼넷과 하나의 도루를 가졌다.

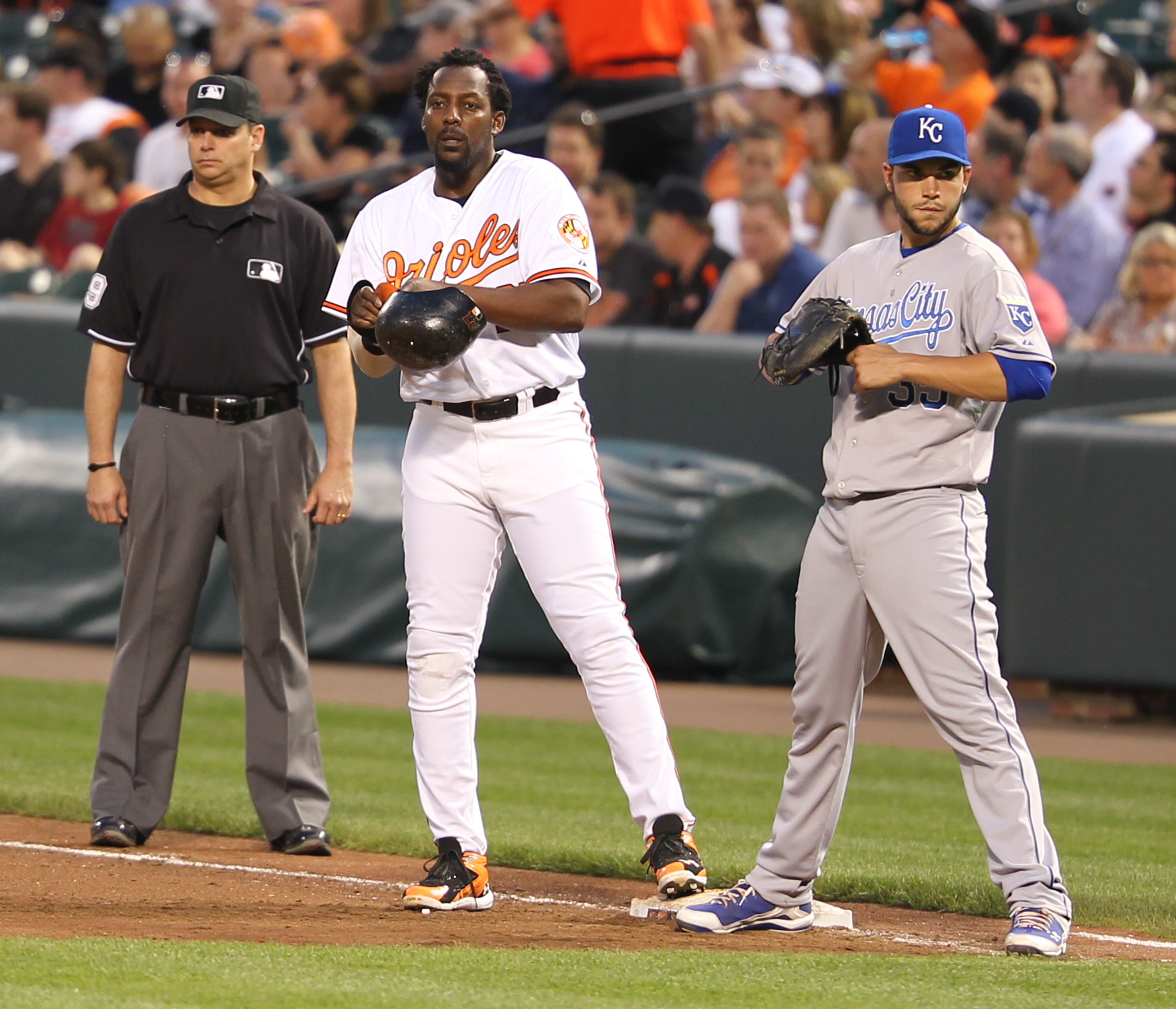
볼티모어 오리올스를 상대로 경기에서 블라디미르 게레로와 함께

5월 11일 양키 스타디움에서 호스머는 로열스를 위한 클린업 타자로서 시작하여 양키스의 투수 A. J. 버넷에 자신의 첫 메이저 리그 베이스볼 홈런을 쳤다.  로열스와 자신의 첫달에 그는 5개의 홈런과 함께 .283 점을 쳤고, "이달의 로열스 선수"로 선정되었다.  네드 요스트 감독이 "판에서 참을성이 없는 것"으로 인용하면서 그의 타구 평균은 6월 말기에 14 포인트로 떨어졌다.  그는 7월 16일 미네소타 트윈스의 최종회 맷 캡스를 상대로 경기를 우승한 2점 홈런을 쳤다.  홈런은 다음날 그 최종회로서 트윈스가 캡스를 조 네이선과 대체하는 것으로 이끌었다.  7월에 호스머는 "이달의 아메리칸 리그 신인 선수"로 선정되었다.  그는 9월 20일 디트로이트 타이거스를 상대로 10 대 2의 우승에서 브래드 페니에 3점 홈런을 포함하여 5개의 안타를 가졌다.  다음날 스포츠 기자 이언 캐슬베리는 그 시즌에 4개의 홈런과 함께 .346의 타구 평균을 포함한 타이거스를 상대로 그의 통계 때문에 호스머를 "호랑이 살인자"로 불렀다.  그는 9월을 위하여 가장 많은 주요 타구 분야들에서 전체의 신인 선수들을 이끌어 자신에게 두번째 "이달의 신인 선수" 상을 얻게 하였다.
호스머는 아메리칸 리그 올해의 신인 선수 투표에서 우승자 탬파베이 레이스의 제러미 헬릭슨과 로스앤젤레스 에인절스의 마크 트럼보에 밀려 3위를 하였다.  그는 128개의 경기에서 19개의 홈런과 73개의 타점과 함께 .293 점을 쳤다.  요스트는 호스머와 다른 신인 선수인 포수 살바도르 페레스를 칭송하여 그들을 "미래의 다년 올스타 선수들"로 불렀다.

#### 2012년
2012년 2월 18일 로열스는 자신들이 호스머를 2012년 시즌을 위하여 1년 계약으로 맺었다고 공고하였다.  거래를 위한 재정적 조건들이 나오지 않았다.  스프링 트레이닝 동안 호스머는 29개의 타점과 함께 전체의 선수들을 이끌었고, .714의 장타율을 가졌다.  호스머의 스프링 트레이닝을 논의한 로열스의 명예의 전당 헌액자 조지 브렛은 "그는 야구 선수이다 ... 그는 야구 선수같이 행동한다.  그리고 그는 망할 좋은 사람이 되기도 할거야."라고 말하였다.  오프닝 데이가 있던 당시 캔자스시티의 매체는 지난해 그의 상연 후에 다른 해설과 더불어 호스머를 "프랜차이즈의 표면"이자 도시의 "다음 미래의 스포츠 스타"로서 과대 광고를 하고 있었다.  그는 에인절스를 상대로 오프닝 데이에 1루수에서 시작하여 0 루 4 타로 갔다.  다음날 그는 6 대 3의 승리에서 홈런을 쳤으나 후에 분투하여 로열스가 4월 24일에 들어가는 11연패를 견디면서 시즌의 첫 몇주를 위하여 .200 점 아래를 쳤다.  그는 14개의 홈런과 60개의 타점과 함께 더불어 가는 데 .232/.304/.359 점의 사선과 함께 시즌을 끝냈다.

#### 2013년
2013년 호스머의 방어는 그에게 그의 첫 골드 글러브 상을 얻게 하였다.  그는 .302의 타구 평균, 17개의 홈런과 79개의 타점과 함께 한해를 끝냈다.

#### 2014년
2014년 7월 20일 보스턴 레드삭스를 상대로 경기에서 호스머는 존 레스터로부터 투구에 의하여 손에 공이 치었다.  처음에 그는 멍이 든 손과 하루 하루 뿐이었다.  하지만 7월 31일 트윈스를 상대로 겨익에서 그는 4번째 이닝에서 확인된 스윙에 부상을 악화시켰다.  X-레이는 그의 오른손의 세번째 손가락에 옮겨진 골절을 드러냈다.  그는 9개의 홈런과 58개의 타점과 함께 .270 점을 타구하여 시즌을 끝냈다.
2014년 포스트시즌에 호스머는 기록을 세운 득점으로 로열스를 이끄는 도움을 주어 3연속 연장전을 우승하였다.  애슬레틱스를 상대로 와일드 카드 경기에서 5번이나 본루에 올라간 후, 호스머는 또한 에인절스를 상대로 아메리칸 리그 디비전 시리즈의 2번째 경기에서 경기를 우승한 2점 홈런을 치기도 하였다.  그렇게 하면서 1루수는 한해의 포스트시즌에 연장전 동안 홈런과 3루타 둘다를 치는 데 메이저 리그 베이스볼 역사상 첫 선수가 되었다.
10월 6일 아침 일찍이 시간에 로열스가 에인절스를 휩쓰는 것을 완료한 후, 호스머는 트위터에 나와서 다운타운 술집 파워 앤드 라이트 디스트릭트에서 자신과 축하를 벌이는 데 로열스의 팬들을 초청하는 것을 게시하였다.  결국적으로 "무리들이 나타나 호스머가 한시간 동안 열은 술집을 위하여 돈을 내는 도움을 주길도 결정하면서 많은 팬들은 무료로 술을 얻어마셨다."고 보고되었다.

#### 2015년

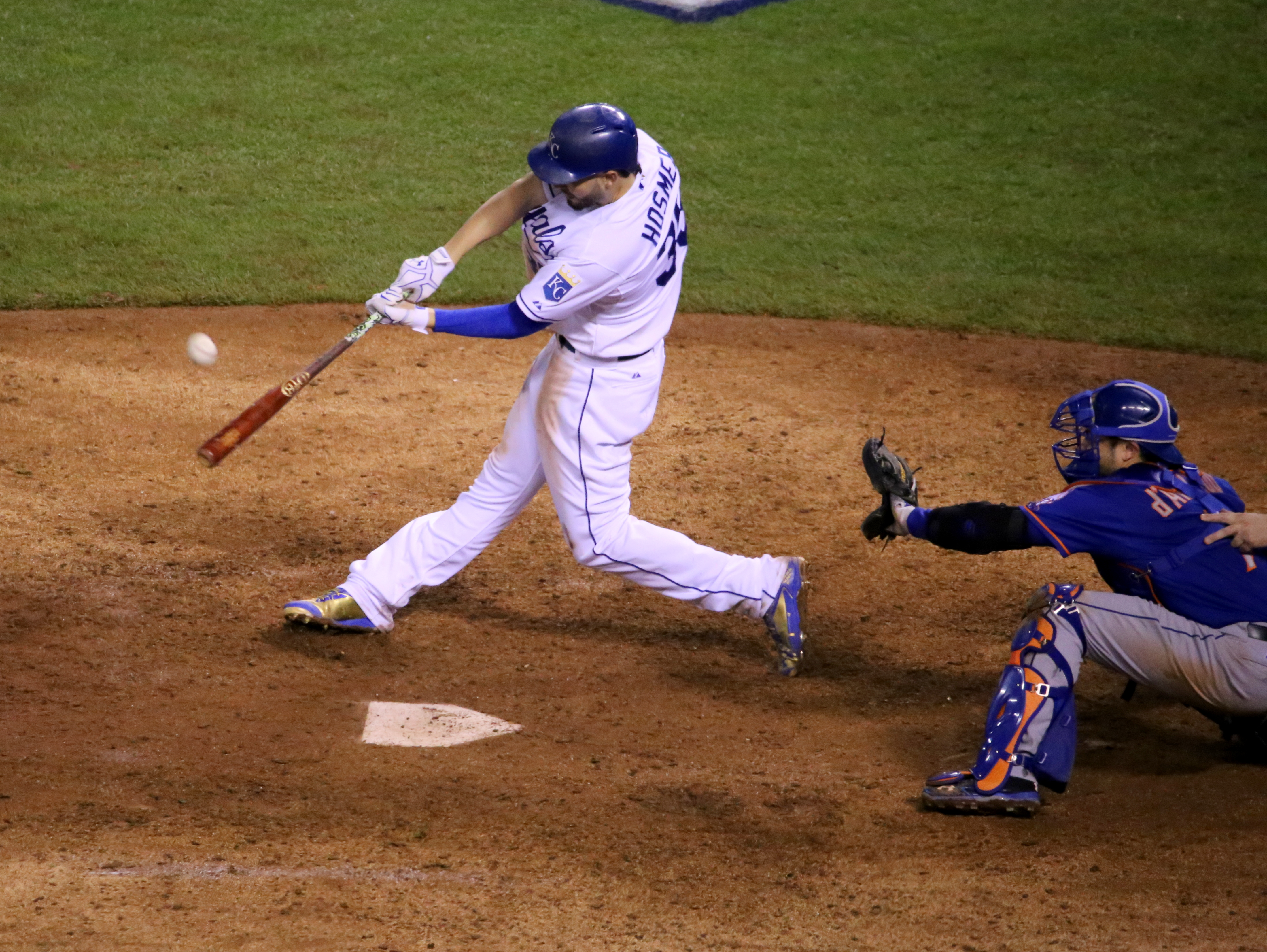
2015년 월드 시리즈의 첫 경기에서

2015년 2월 18일 호스머와 로열스는 13.9 백만 달러, 2년 계약으로 동의하였다.  그는 2015년 시즌을 위하여 5.65 백만 달러, 2016년 시즌을 위하여 8.25백만 달러를 벌 것이며 2017년 다시 중재를 위하여 적격일 것이었다.  그는 2017년 오프 시즌까지 자유 계약 선수를 위하여 적격이지 않을 것이었다.  2015년 시즌 동안 호스머는 18개의 홈런과 93개의 타점과 함께 .297의 타구 평균과 함께 경력의 한해를 가졌다.  호스머는 또한 경기들을 정리한 아메리칸 리그 중부와 아메리칸 리그 챔피언십 시리즈의 첫 자살을 기록하기도 하였다.  10월 23일 호스머는 챔피언십 시리즈의 6번째 경기에서 선두 득점을 대표한 1루로부터 로렌조 케인을 본루로 1루타를 매겼을 때 로열스 프랜차이즈 역사상 포스트시즌에서 23개의 가장 많은 타점으로 조지 브렛에 동점을 매겼다.  2015년 월드 시리즈의 첫 경기에서 호스머는 14번째 이닝에서 알시데스 에스코바르에 가져오는 데 끝내기 희생 플라이와 함께 가장 많은 타점으로 브렛의 기록을 차지하여 호스머의 25번째 포스트시즌 타점을 대표하였고, 뉴욕 메츠가 1점 리드를 차지하는 도움을 준 8번째 이닝 실책을 위하여 속죄에 도움을 주었다.  호스머는 로열스가 7 대 1의 우승을 차지하여 2 대 0의 시리즈를 앞서는 도움을 주는 데 2개의 안타, 하나의 매긴 득점과 2개의 타점과 함께 2번째 경기에 다시 나왔다.  11월 1일 호스머는 결국적으로 로열스를 월드 시리즤의 5번째 경기에서 우승으로 이끈 9번째 이닝에서 동점을 매겼다.
호스머는 2015년 자신의 3연속 골드 글러브 상을 수상하였다.

#### 2016년
2016년 7월 12일 호머는 샌디에이고에서 열린 2016년 메이저 리그 베이스볼 올스타 게임으로 임명되었다.  올스타 게임의 2번째 이닝에서 그는 전 동료 선수 호니 쿠에토에 경기의 동점을 매긴 홈런을 쳤다.  2016년의 158개 경기에서 호스머는 .266의 타구 평균, 경력 사상 25개의 홈런과 104개의 타점과 함께 끝냈다.

#### 2017년
2017년 호스머는 전체의 162개 정규 시즌 경기를 활약하고 자신의 최고의 25개 홈런을 동점매긴 동안 경력 사상 .318 타구 평균과 함께 끝냈다.  시즌 후에 호스머는 자신의 경력 처음으로 자유 계약 선수가 되었다.  그는 자신의 4번째 골드 글러브 상을 수상하였다.

### 샌디에이고 파드리스
2018년 2월 19일 호스머는 샌디에이고 파드리스와 8년, 1억 4천 4백만 달러 계약을 맺어 당시 파드리스 프랜차이즈 역사상 가장 큰 금액이었다.  호스머는 그해 일찍이 사망한 전 로열스 동료 선수 요르다노 벤투라의 영예에 자신의 등번호를 30으로 바꾸었다.  호스머의 이전 등번호 35는 이미 랜디 존슨를 위하여 파드리스에 의하여 영구 결번되었다.  파드리스 선수로서 자신의 첫 시즌에 호스머는 18개의 홈런과 69개의 타점과 함께 .253 점을 쳤다.  호스머는 파드리스를 위한 주요 클리업 타자로서 22개의 홈런과 99개의 타점과 함께 .265/.310/.425 점을 쳤다.
2020년 8월 20일 호스머는 텍사스 레인저스를 상대로 그랜드슬램을 쳐 페르난도 타티스 주니어, 윌 마이어스와 매니 마차도에 의한 그랜드슬램에 이어 4연속 경기에서 그랜드슬램을 치는 데 파드리스를 메이저 리그 베이스볼 역사상 첫 팀으로 만들었다.

## 국제 경력
호스머는 2017년 월드 베이스볼 클래식에서 미국 야구 국가대표팀을 위하여 활약하였다.  그는 베네수엘라 팀에 세컨드 라운드 컴백 우승에 선두 홈런을 쳤다.  토너먼트의 결말에 이어 그는 2017년 올 WBC 팀에 임명되었다.

## 개인 생활
2020년 10월 호스머는 폭스 뉴스의 스포츠 사회자 케이시 맥도넬에게 약혼되었다.  호스머는 플로리다주 사우스웨스트 랜치스에서 거주하고 있다.

## 연도별 타격 성적
| 연 도    | 소 속    | 경 기 | 타 석 | 타 수 | 득 점 | 안 타 | 2 루 타 | 3 루 타 | 홈 런 | 루 타 | 타 점 | 도 루 | 도 루 자 | 희 생 번 | 희 생 플 | 볼 넷 | 고 4 | 사 구 | 삼 진 | 병 살 타 | 타 율 | 출 루 율 | 장 타 율 | O P S |
| -------- | -------- | ----- | ----- | ----- | ----- | ----- | ------- | ------- | ----- | ----- | ----- | ----- | -------- | -------- | -------- | ----- | ---- | ----- | ----- | -------- | ----- | -------- | -------- | ----- |
| 2011년   | KC       | 128   | 563   | 523   | 66    | 153   | 27      | 3       | 19    | 243   | 78    | 11    | 5        | 0        | 5        | 34    | 7    | 1     | 82    | 13       | .293  | .334     | .465     | .799  |
| 2012년   | KC       | 152   | 598   | 535   | 65    | 124   | 22      | 2       | 14    | 192   | 60    | 16    | 1        | 0        | 5        | 56    | 4    | 2     | 95    | 10       | .232  | .304     | .359     | .663  |
| 2013년   | KC       | 159   | 680   | 623   | 86    | 188   | 34      | 3       | 17    | 279   | 79    | 11    | 4        | 1        | 4        | 51    | 4    | 1     | 100   | 15       | .302  | .353     | .448     | .801  |
| 2014년   | KC       | 131   | 547   | 503   | 54    | 136   | 35      | 1       | 9     | 200   | 58    | 4     | 2        | 0        | 6        | 35    | 4    | 3     | 93    | 12       | .270  | .318     | .398     | .716  |
| 2015년   | KC       | 158   | 667   | 599   | 98    | 178   | 33      | 5       | 18    | 275   | 93    | 7     | 3        | 1        | 3        | 61    | 6    | 3     | 108   | 16       | .297  | .363     | .459     | .822  |
| MLB：5년 | MLB：5년 | 728   | 3055  | 2783  | 369   | 779   | 151     | 14      | 77    | 1189  | 368   | 49    | 15       | 2        | 23       | 237   | 25   | 10    | 478   | 66       | .280  | .336     | .427     | .763  |

- 2014시즌 종료 기준

## 참조
1. ↑  “Eric Hosmer Statistics and History” (영어). baseballreference. 2015년 3월 7일에 확인함.